# Stenalia biskrensis
Stenalia biskrensis is een keversoort uit de familie spartelkevers (Mordellidae). De wetenschappelijke naam van de soort is voor het eerst geldig gepubliceerd in 1903 door Schilsky.